# 2013 GP137
2013 GP137, também escrito como 2013 GP137, é um objeto transnetuniano que está localizado no Cinturão de Kuiper, uma região do Sistema Solar. Este corpo celeste é classificado como um cubewano. Ele possui uma magnitude absoluta de 7,3 e tem um diâmetro estimado de 153 km.

## Descoberta
2013 GP137 foi descoberto no dia 4 de abril de 2013 pelo Outer Solar System Origins Survey.

## Órbita
A órbita de 2013 GP137 tem uma excentricidade de 0,024 e possui um semieixo maior de 43,949 UA. O seu periélio leva o mesmo a uma distância de 42,902 UA em relação ao Sol e seu afélio a 44,997 UA.